# Jean-Pierre André (homme politique français)
Pour les articles homonymes, voir Jean-Pierre André et André.
Jean-Pierre André est un homme politique français né le 21 avril 1767 à Sainte-Enimie (Lozère) et décédé le 28 janvier 1850 à Merry-la-Vallée (Yonne).
Agent du district, il est élu député de la Lozère au Conseil des Cinq-Cents le 23 vendémiaire an IV. Condamné à la déportation après le coup d’État du 18 fructidor an V, il se réfugie en Allemagne. Il rentre en France sous la Consulat, mais ne reprend une activité politique que sous la Restauration, où il est de nouveau député de la Lozère de 1815 à 1817 et de 1822 à 1831. Il siège avec la majorité soutenant les gouvernements de la Restauration.

## Sources
- « Jean-Pierre André (homme politique français) », dans Adolphe Robert et Gaston Cougny, Dictionnaire des parlementaires français, Edgar Bourloton, 1889-1891 [détail de l’édition]
- Ressource relative à la vie publique :   - Base Sycomore